# Comitatul Camden, Carolina de Nord
Comitatul Camden este singurul comitat consolidat de tip oraș-comitat din statul Carolina de Nord, Statele Unite ale Americii.  Sediul său este localitatea neîncorporată omonimă, Camden.